# Lukka
Lukka-länderna omtalas ofta i hettitiska texter från det andra årtusendet f.Kr. Namnet betecknar ett område i sydvästra Mindre Asien, nuvarande Turkiet. Lukka-länderna var aldrig helt underställda hettiterna och betraktades av dessa som en fientlig nation.
Tolkningen av en bronstavla återfunnen i Hattusa, vilken innehåller ett fördrag mellan den hettitiska kungen Tuthaliya IV och hans kusin Kurunta har hjälpt forskarna att lokalisera var Lukka-länderna låg. Många menar att Lukka-länderna mer eller mindre överensstämmer med det senare kungariket Lykien i Pisidien.
Soldater från Lukka-länderna stred på hettiternas sida i slaget vid Kadesh mot farao Ramses II. Ett århundrade senare hade Lukka vänt sig mot hettiterna. Den hettitiska kungen Suppiluliuma II försökte förgäves besegra dem. De bidrog till det hettitiska rikets fall.
Lukka är även känt från fornegyptiska texter. De var en av de stammar som utgjorde sjöfolken, vilka invaderade det forntida Egypten och det östra Medelhavsområdet under 1100-talet f.Kr.